# Pedro Alba (Komponist)
Pedro Alba, auch Pedro Alva, (* vor 1570 in Asturien; † nach 1600 in Burgos) war ein spanischer Komponist des 16. Jahrhunderts.

## Leben
Alba wurde im Jahr 1570 in der Kathedrale von Oviedo Nachfolger des Pedro de Portillo als Kapellmeister spanisch maestro de capilla. Er bewarb sich von dort aus erfolgreich um eine Anstellung in identischer Funktion an der Kathedrale von Burgos, wo er am 15. September 1572 die Leitung der Kapelle übernahm. Gemäß einer neuen Regelung, die Papst Pius V. eingeführt hatte, musste der „maestro de capilla“ in Burgos in das Amt gewählt werden. Durch die päpstliche Bulle war das Amt zu einem unkündbaren Kanonikat erhoben worden, für dessen Ausführung der Kandidat einer strengen Prüfung unterzogen werden musste. Alba versuchte vergeblich seine vorherige Stellung in Oviedo wieder zu erlangen, da sein Wirken in Burgos durch Unstimmigkeiten mit dem Domkapitel beeinträchtigt wurden, die langwierige Rechtsstreitigkeiten nach sich zogen. Das Domkapitel versuchte Alba zu entlassen oder sein Gehalt zurückzuhalten, da er ihrer Meinung nach seinen Verpflichtungen nicht in ausreichendem Maße nachkam. Diese Ansprüche wurden in den Jahren 1579 und 1581 vom Gericht zurückgewiesen. Zu seinen Aufgaben gehörte unter anderem die Verpflegung und Unterbringung der vier Chorknaben. 1581 willigte er schließlich ein diesen Pflichten nachzukommen, wenn er zukünftig nicht mehr durch das Domkapitel behelligt werde. Er blieb bis zu seinem Tod im Dienste der Kathedrale.
In der älteren Ausgabe der allgemeinen Enzyklopädie der Musik (Die Musik in Geschichte und Gegenwart) waren die Lebensdaten noch anders angegeben. Hier heißt es unter anderem, dass Alba musikalisch der „kastilianischen Schule“ angehörte und sein Wirken in Oviedo am 15. September 1557 endete und sein Wechsel an den Dom von Burgos zu diesem Zeitpunkt erfolgte. Er soll demnach aus dem musikalischen Umkreis des Tomás Luis de Victoria kommen. Auch war zu diesem Zeitpunkt noch die Rede davon, dass die Werke Albas, die aus einer Anzahl Hymnen und Motetten bestanden haben sollen, kurz vor der Veröffentlichung durch das Instituto Espanol de Musicologia befunden hätten. Möglicherweise handelte es sich um eine irrtümlich falsch angegebene Jahreszahl, auf der die Angaben beruhten. Guy Bourligueux gibt im Jahr 1967 in seiner Recherches sur la musique à la cathédrale d’Oviedo (des origines au début du XIXe siècle) als Datum den 15. September 1572 an. Sein Nachfolger in Oviedo wurde von 1573 bis 1579 Toribio de La Ribera.
Seine Motetten und Hymnen blieben zu seinen Lebzeiten Manuskript und wurden erst posthum gedruckt.

## Werke (Auswahl)
- Veni Creator (vierstimmige Vertonung des Hymnus) in der Kathedrale von Valladolid[6]
- mit Miguel Hilarión Eslava (Hrsg.): Drei Motetten. Madrid 1868 (Verschollen).